# Benjamin Britten
Edward Benjamin, baró Britten d'Aldeburgh, OM, CH, conegut com a Benjamin Britten (Lowestoft, 22 de novembre de 1913 - Aldeburgh, 4 de desembre de 1976), va ser un compositor i pianista britànic.
Va començar a compondre des de molt jove, i va iniciar els estudis amb mestres com Frank Bridge, John Ireland i Arthur Benjamin, al Royal College of Music de Londres. Des de 1935 fins a 1939 va col·laborar amb el poeta Wystan H. Auden amb el qual va escriure música per a drames de ràdio. La seva primera obra important, Variations on a Theme of Frank Bridge (el seu mestre), el 1937, el consagra ja com un gran músic. La seva fama es confirma el 1939, amb Les Illuminations, per a tenor i corda, sobre un tema de Rimbaud.
En les seves composicions hi ha una clara declinació per la veu, i quan el 1937 va conèixer el tenor Peter Pears, la seva veu va aparèixer en molts dels seus treballs. El 1939 va marxar amb Pears als Estats Units amb motiu de la guerra que havia esclatat a Europa. Allà van viure fins al 1942. En tornar a Anglaterra va compondre l'òpera Peter Grimes, basada en un poema de George Crabbe. El seu èxit el 1945 va establir Britten com la màxima figura de la música anglesa i compositor internacional d'òperes.
En els seus últims anys es va traslladar amb Pears a Horman, on va escriure Phaedra, Death in Venice i el Tercer Quartet de corda, entre d'altres. La seva salut —especialment el seu cor— es va anar deteriorant fins que va morir el 4 de desembre de 1976 a Aldeburgh, d'on havia estat nomenat Baró Britten.
Com a director d'orquestra, va treballar amb la seva pròpia música, però també va dirigir música d'altres compositors, especialment de Mozart, Elgar i Percy Grainger.

## Vida i carrera

### Anys primerencs

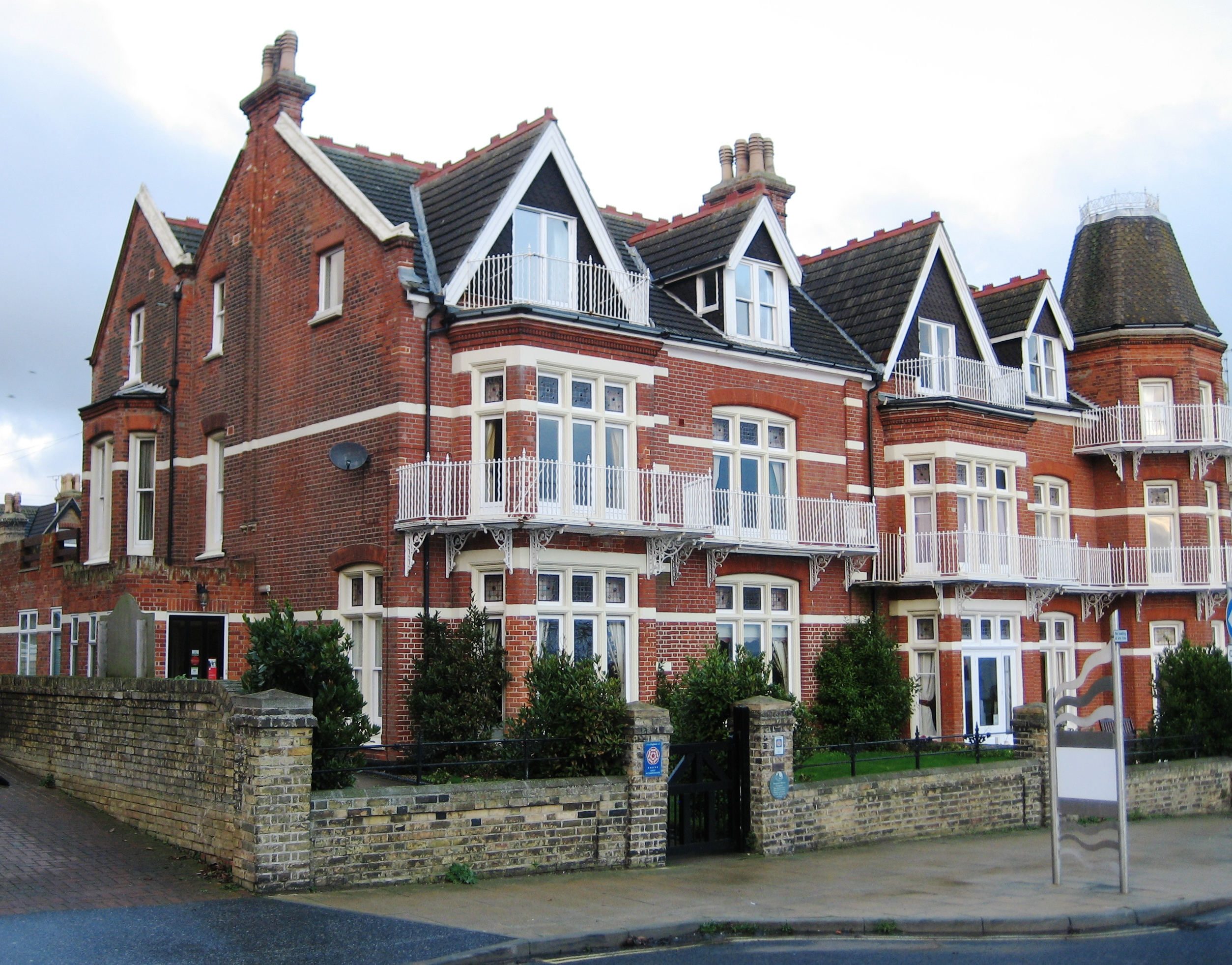
El lloc de naixement de Britten a Lowestoft, que va ser la casa familiar de Britten durant més de vint anys

Britten va néixer al port pesquer de Lowestoft, al comtat de Suffolk –la localitat més oriental d'Anglaterra–, el 22 de novembre de 1913, el dia de la festa de Santa Cecília. Va ser el més jove de quatre fills de Robert Victor Britten (1878-1934, dentista cirurgià) i la seva esposa Edith Rotha Hockey (1874-1937, cantant amateur, secretària de la Lowetoft Choral society). L'ambició juvenil de Robert Britten per ser agricultor es va veure frustrada per la manca de capital, i, en canvi, es va formar com a dentista, una professió que practicava amb èxit però sense plaer. Mentre estudiava a l'Hospital Charing Cross de Londres va conèixer Edith Hoquei, la filla d'un oficial del Ministeri de l'Interior. Es van casar el setembre de 1901 a St John, Smith Square, Londres.
Entre els biògrafs de Britten hi ha consens en el fet que el seu pare era afectuós, però una mica seriós i distant. Britten, d'acord amb la seva germana Beth, «s'ho passava bé amb ell i hi compartia el seu sentit d'humor cruel, la dedicació al treball i la capacitat de fer-se mal». La seva mare va ser una talentosa música aficionada i secretària de la Lowestoft Musical Society. A les províncies angleses de principis del segle xx, es prenien molt seriosament les distincions de classe social. Britten va descriure la seva família com de «classe mitjana molt ordinària», però hi havia aspectes dels Britten que no eren normals: el pare d'Edith era fill il·legítim i la seva mare era alcohòlica; Robert Britten era agnòstic i es va negar a assistir a l'església els diumenges. La música era el mitjà principal amb el qual la mare de Britten es va esforçar per mantenir la posició social de la família, i convidava els pilars de la comunitat local a les sales musicals de la casa.
Quan Britten tenia tres mesos, va contraure una pneumònia i gairebé va morir. La malaltia li va deixar el cor danyat i els metges van advertir als seus pares que probablement mai no podria portar una vida normal. Es va recuperar més del que s'esperava, i de noi va ser un bon jugador de tennis i cricket. Amb gran alegria de la seva mare, va ser un nen notablement musical, a diferència de les seves germanes, que van heretar la indiferència del seu pare per la música, mentre que el seu germà, encara que musicalment talentós, estava interessat només en el ragtime.
La mare de Britten va donar al jove Britten les primeres lliçons de piano i solfeig. Aquest va fer els primers intents de composició quan tenia cinc anys. Va començar classes de piano quan tenia set anys, i tres anys després va començar a tocar la viola. Va ser un dels últims compositors criats en música exclusivament en viu: el seu pare es va negar a tenir un gramòfon o, més tard, una ràdio a la casa.

### Educació

#### Lowestoft
Quan tenia set anys Britten va ser enviat a una dame school, la South Lodge Preparatory School, dirigida per Mistress Astle. La germana menor, Ethel Astle, li va fer lliçons de piano; de gran, Britten va dir que havia quedat agraït per l'excel·lència del seu ensenyament. L'any següent va ser internat a l'escola preparatòria, South Lodge, Lowestoft. El director, Thomas Sewell, era un disciplinari passat de moda; el jove Britten es va indignar amb els severs càstigs corporals que rebia freqüentment, i més tard va dir que el pacifisme que el va acompanyar tota la vida probablement tenia les seves arrels en la seva reacció al règim de l'escola. Però rarament fou agredit per Sewell, que era matemàtic, matèria en la qual Britten era un alumne brillant. L'escola no tenia tradició musical, i Britten va continuar estudiant piano amb Ethel Astle. Des dels deu anys va aprendre a tocar la viola amb una amiga de la seva mare, Audrey Alston, que havia estat música professional abans del seu matrimoni. En el seu temps lliure, componia prolíficament.
Audrey Alston havia sigut la fundadora del club de música The Beloved Vagabonds, al Royal College of Music, i va continuar mantenint el contacte amb Frank Bridge quan es va convertir en l'esposa d'un rector de Norfolk. Britten va començar a prendre lliçons de viola amb ella probablement el 1923. Alston va animar Britten a anar a concerts simfònics a Norwich. En un d'aquests, durant el triennal Norfolk and Norwich Festival d'octubre de 1924, va sentir el poema orquestral de Frank Bridge The Sea, dirigit pel compositor. Va ser la primera peça important de la música moderna que va escoltar, i va quedar, dit per ell mateix, gratament sacsejat. Audrey Alston era amiga de Bridge; quan va tornar a Norwich per a la propera festa del 1927, va aconseguir que Britten, amb catorze anys, el conegués. Bridge va quedar impressionat amb el noi, i després d'haver repassat algunes composicions de Britten, el va convidar a anar a Londres per fer classes amb ell. Robert Britten, amb el suport del director Sewell, va dubtar de la conveniència de seguir una carrera compositiva; i van acordar que Britten, tal com estava previst, passaria a l'escola pública l'any següent, però faria viatges regulars a Londres per estudiar composició amb Bridge i piano amb el seu col·lega Harold Samuel.
Bridge va inculcar a Britten la importància d'una atenció escrupolosa en l'ofici tècnic de compondre i la màxima que «t'has de trobar a tu mateix i ser fidel a què has trobat». Les primeres obres destacades que Britten compon mentre estudiava amb Bridge són el Quartet de corda de fa, finalitzat l'abril de 1928, i les Quatre Chansons Françaises, un cicle de cançons per a mezzosoprano i orquestra. Les autoritats difereixen en el grau d'influència de Bridge sobre la tècnica del seu alumne. Humphrey Carpenter i Michael Oliver jutgen que les habilitats de Britten com a orquestrador eren essencialment autodidactes; Donald Mitchell considera que Bridge va tenir una influència important en el cicle.

#### Escola pública i Royal College of Music
El setembre de 1928, Britten va anar com a intern a la Gresham's School, a Holt, al comtat de Norfolk. En aquella època s'hi va sentir infeliç, fins i tot va escriure en el seu diari que considerava el suïcidi o fugir: va odiar ser separat de la seva família, sobretot de la seva mare; va menysprear el mestre de música; i es va sorprendre amb la prevalença de l'assetjament escolar, tot i que no ell no n'era l'objectiu. Hi va romandre dos anys i el 1930 va guanyar una beca de composició al Royal College of Music (RCM) de Londres; els seus examinadors van ser els compositors John Ireland i Ralph Vaughan Williams i el professor d'harmonia i contrapunt de la universitat, Sydney P. Waddington.
De 1930 a 1933, Britten va romandre al RCM, on va estudiar composició amb Ireland i piano amb Arthur Benjamin. En va sortir com un pianista esplèndid. No obstant això, patia ansietat a l'escenari i va aparèixer rarament com a solista, i preferia actuar com a acompanyant o en música de cambra. Va guanyar el Premi Sullivan de composició, la Medalla Walter Willson Cobbett per a la música de cambra i va ser dues vegades guanyador del Premi Ernest Farrar de composició. Malgrat aquests honors, no va quedar molt impressionat per la institució: va trobar els seus companys estudiants «aficionats i antiquats» i al personal «inclinat a sospitar de la brillantor tècnica i de ser superficials i poc sincers». Britten no va aprendre gaire d'Ireland. Va continuar estudiant en privat amb Bridge, encara que més tard va elogiar Ireland per «curar-me amb molta suavitat a través d'una adolescència musical molt, molt difícil».
Britten també va aprofitar el seu temps a Londres per assistir a concerts i conèixer millor la música de Stravinski, Xostakóvitx i, sobretot, Mahler. Es va proposar estudiar un postgrau a Viena amb Alban Berg, alumne d'Arnold Schönberg, però finalment el van dissuadir els seus pares, amb l'assessorament del personal del RCM.
La primera composició de Britten que va atraure una gran atenció la va compondre mentre era al RCM: la Sinfonietta, op. 1 (1932), i un conjunt de variacions corals A Boy was Born, escrita el 1933 per als cantants de la BBC, que la van interpretar per primera vegada l'any següent. En aquest mateix període va escriure Friday Afternoons, una col·lecció de dotze cançons per als alumnes de la Clive House School, a Prestatyn, on el seu germà era director.
Mentre s'anava desenvolupant com a jove pianista, Britten també va estendre les seves ales com a compositor, i va completar més de 500 peces abans dels catorze anys. Aquestes obres infantils són principalment d'interès històric, encara que els temes de vuit de les seves primeres obres per a piano les va reformar en la Simple Symphony per a orquestra de corda el (1934).

### Vida professional: primers anys

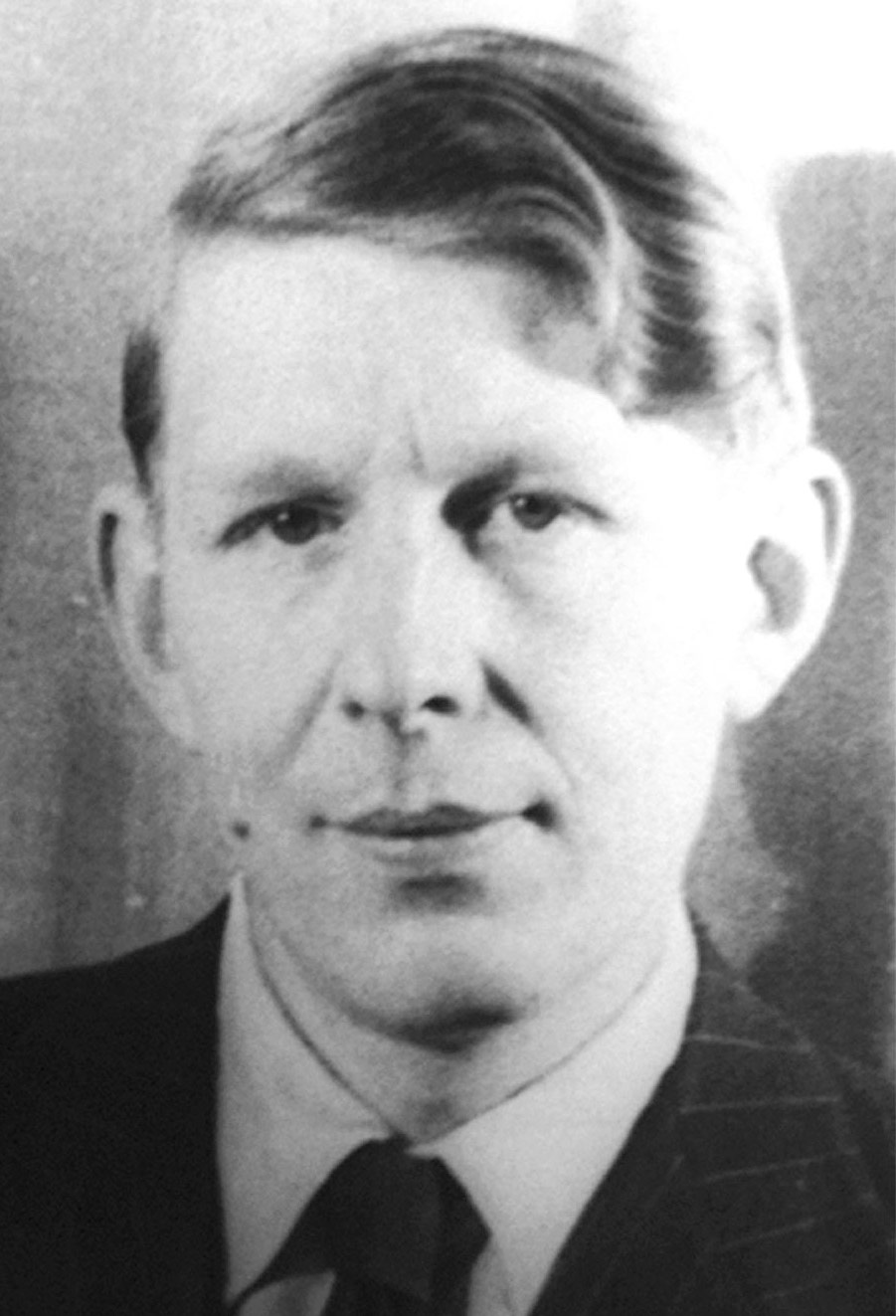
W. H. Auden el 1939

El febrer de 1935, a sol·licitud de Bridge, Britten va ser convidat a una entrevista de treball feta pel director de música de la BBC Adrian Boult i el seu ajudant Edward Clark. Britten no es va entusiasmar amb la possibilitat de treballar a temps complet al departament de música de la BBC i es va sentir alleujat quan el que va sortir de l'entrevista va ser una invitació a escriure la partitura d'una pel·lícula documental, The King's Stamp, dirigida per William Coldstream per la GPO Film Unit. Britten va esdevenir membre d'un petit grup de contribuents regulars del món cinematogràfic, un altre dels quals va ser W. H. Auden. Junts van treballar en les pel·lícules documentals Coal Face i Night Mail el 1935. També van col·laborar en el cicle de cançons Our Hunting Fathers (1936), radical tant pel tractament polític com musical, i posteriorment en altres obres, incloent-hi On this Island, Paul Bunyan, Hymn to St. Cecilia i diverses cançons per al cabaret agrupades com Cabaret Songs. Auden va tenir una gran influència en Britten, encoratjant-lo a ampliar els seus horitzons estètics, intel·lectuals i polítics, i també a complir amb la seva homosexualitat. Auden era, com diu David Matthews, «alegre i innocentment promiscu»; Britten, purità i convencional per naturalesa, va ser un reprimit sexualment.
De 1935 a 1937 Britten va escriure gairebé quaranta partitures per al teatre, el cinema i la ràdio. Entre la música cinematogràfica de finals de la dècada de 1930, Matthews destaca Night Mail i Love from a Stranger (1937); de la música teatral selecciona The Ascent of F6 (1936), On the Frontier (1938) i Johnson Over Jordan (1939); i de la música per a la ràdio, King Arthur (1937) i The Sword in the Stone (1938).
L'abril del 1936, en el marc del XIV Festival de la Societat Internacional per la Música Contemporània, estrena la Suite per a violí i piano amb el violinista Antoni Brosa i Vives i ell mateix al piano. En aquest mateix festival internacional quedà fortament impressionat per l'estrena del Concert per a violí A la memòria d'un àngel d'Alban Berg, que havia mort pocs mesos abans. Probablement, aquesta obra va influir en el seu Concert per a violí del 1939.
El 1937 hi va haver dos esdeveniments de gran importància en la vida de Britten: la seva mare va morir i va conèixer el tenor Peter Pears. Encara que Britten es va dedicar extraordinàriament a la seva mare i va quedar molt afectat per la seva mort, també sembla haver estat un alliberament per a ell. Només després d'això va començar a implicar-se en relacions emocionals amb persones de la seva edat o més joves. Més tard, al cap d'un any, va conèixer Pears mentre tots dos estaven ajudant a netejar la caseta d'un amic mutu que havia mort en un accident aeri. Pears ràpidament es va convertir en la inspiració musical de Britten i va esdevenir el seu gran amic (encara que de moment platònic). El primer treball de Britten per a ell va ser compost al cap de poques setmanes, sobre un poema d'Emily Brontë, A thousand gleaming fires, per a tenor i cordes.
Durant el 1937 Britten va compondre una Pacifist March amb lletra de Ronald Duncan per a la Peace Pledge Union, de la qual, com a pacifista, se n'havia convertit en un membre actiu; el treball no va ser un èxit i aviat es va retirar. La més coneguda de les seves composicions d'aquest període és probablement les Variations on a Theme of Frank Bridge per a orquestra de corda, descrit per Matthews com el primer dels treballs de Britten en convertir-se en un clàssic popular. Va ser un èxit a l'Amèrica del Nord, amb actuacions a Toronto, Nova York, Boston, Chicago i San Francisco, amb directors com John Barbirolli i Serge Koussevitzky.

### Amèrica 1939-1942
L'abril de 1939, Britten i Pears van navegar cap a l'Amèrica del Nord, primer al Canadà i després a Nova York. Tenien diverses raons per deixar Anglaterra, entre les quals la difícil posició dels pacifistes en una Europa cada cop més bel·licosa; l'èxit que Frank Bridge havia gaudit als Estats Units; la sortida d'Auden i el seu amic Christopher Isherwood al mateix destí tres mesos abans; comentaris hostils o censurats de la música de Britten a la premsa anglesa, i actuacions poc assajades i inadequades. Britten i Pears van consumar la seva relació i des d'aleshores fins a la mort de Britten van anar junts tant en la seva vida professional com en la personal. Quan es va iniciar la Segona Guerra Mundial, Britten i Pears van demanar consell l'ambaixada britànica a Washington i se'ls va dir que havien de romandre als Estats Units com a ambaixadors artístics. Pears es van inclinar per ignorar el consell i va tornar a Anglaterra; Britten també va sentir la necessitat de tornar, però va acceptar el consell de l'ambaixada i va convèncer Pears perquè fes el mateix. Poc després que McPhee, que era gai, es divorciés de Jane Belo el 1939, va viure en una gran casa de pedra a Brooklyn, que va compartir amb WH Auden i Benjamin Britten, entre d'altres.
Després de fer-se amic del compositor Aaron Copland, Britten va conèixer les seves últimes obres, Billy the Kid i Outdoor Overture, que van influir en la seva pròpia música. El 1940 Britten va compondre Seven Sonnets of Michelangelo, el primer de molts cicles de cançons per a Pears. Les obres orquestrals de Britten d'aquest període inclouen el Concert per a violí i la Sinfonia da Requiem. El 1941 Britten va produir el seu primer drama musical, Paul Bunyan, una opereta sobre un llibret d'Auden. Mentre, als Estats Units, Britten va tenir la primera trobada amb la música de gamelan, a través de transcripcions per a duo de piano realitzat pel compositor canadenc Colin McPhee. Els dos es van conèixer l'estiu de 1939 i posteriorment van realitzar una sèrie de transcripcions de McPhee per a una gravació. Aquesta trobada musical va donar fruits en diversos treballs d'inspiració balinesa posteriorment en la carrera de Britten.
Mudar-se als Estats Units no va alleujar a Britten de la molèstia de la crítica hostil: encara que Olin Downes, el director de la crítica de Nova York, i Irving Kolodin van elogiar la música de Britten, Virgil Thomson, tal com afirma Suzanne Robinson, va ser consistentment «sever i rancuniós». Thomson va descriure Les Illuminations (1940) com «poc més que una sèrie d'efectes bromídics i fàcils... pretensiós, banal i totalment decebedor», i va ser igualment negatiu sobre la veu de Pears. Robinson suposa que Thomson estava motivat per «una barreja d'orgull nacional i de gelosia professional». Paul Bunyan va reunir la desaprovació de la crítica a l'engròs i la Sinfonia da Requiem (ja rebutjada pels seus patrocinadors japonesos per la seva naturalesa obertament cristiana) va rebre una recepció mixta quan Barbirolli i la Filharmònica de Nova York la van estrenar el març de 1941. La reputació de l'obra va augmentar molt quan Koussevitzky la va dirigir poc després.

### Retorn a Anglaterra:Peter Grimes

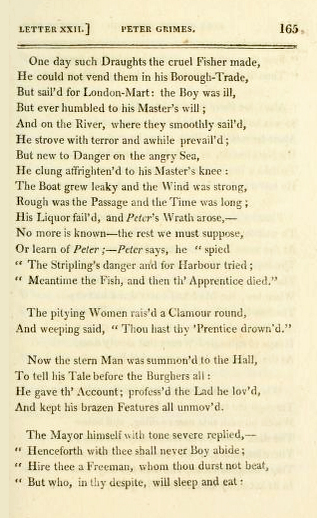
Pàgina de Peter Grimes a l'edició de 1812 de The Borough de George Crabbe

El 1942 Britten va llegir per primera vegada l'obra del poeta George Crabbe The Borough, ambientada a la costa de Suffolk, propera on va néixer Britten, va despertar l'enyor d'Anglaterra i el desig de tornar. També va decidir que havia d'escriure una òpera basada en el poema de Crabbe sobre el pescador Peter Grimes. Abans que Britten abandonés els Estats Units, Koussevitzky, sempre generós a l'hora d'encoratjar els nous talents, li va oferir una comissió de 1.000 dòlars per escriure l'òpera. Britten i Pears van tornar a Anglaterra l'abril de 1942. Durant la llarga travessa transatlàntica, Britten va completar les obres corals A Ceremony of Carols i Hymn to St Cecilia. Aquesta última va ser la seva última col·laboració a gran escala amb Auden. Britten s'havia allunyat d'ell, i Auden es va convertir en un dels anomenats «cadàvers», antics amics íntims amb els quals va trencar completament el contacte una vegada superada la seva utilitat o perquè l'hagués ofès d'alguna manera.
Un cop arribats a la Gran Bretanya, Britten i Pears van sol·licitar el reconeixement com a objectors de consciència; Britten va ser inicialment autoritzat només al servei sense combatre a l'exèrcit, però en l'apel·lació va obtenir una exempció incondicional. Després de la mort de la seva mare el 1937, havia utilitzat els diners que li havien arribat per comprar el vell molí a Snape (Suffolk), que es va convertir en casa seva. Allà hi va passar gran part del seu temps tot treballant en l'òpera Peter Grimes. Pears es van unir a la Sadler's Wells Opera Company, la directora artística de la qual, la cantant Joan Cross, va anunciar la seva intenció de tornar a obrir la base de la companyia a Londres amb l'òpera de Britten, amb Pears i ella mateixa en els papers principals. 
Peter Grimes es va estrenar el juny de 1945 i va ser aclamada per la crítica i el públic; la recaptació va igualar o superar les de La Bohème i Madama Butterfly, que es van presentar durant la mateixa temporada. L'administrador de l'òpera, Lord Harewood, la va anomenar «la primera autèntica òpera britànica, a part de les de Gilbert i Sullivan, i des de les de Purcell». Alguns membres de la companyia es van queixar d'un suposat favoritisme. Òpera torbadora, d'una extrema tensió, va causar profundes divisions en el si de la companyia fins al punt que l'equip que havia muntat l'estrena es va desfer i l'òpera va ser retirada del seu repertori. Britten mai va tornar a compondre per a la Sadler's Well i Peter Grimes no va tornar al seu escenari fins al 1963. Entre els motius per a aquest distanciament es van apuntar la novetat que suposava la música per als cantants solistes i el cor, poc bregats en el repertori modern, i l'hostilitat cap a l'homosexualitat i el pacifisme de Britten i Pears, i cap a les inclinacions comunistes de Montagu Slater. Desconfiats per les lluites dins la companyia, Cross, Britten i Pears van trencar els lligams amb Sadler's Wells al desembre 1945, i van fundar el que acabaria convertint-se en l'English Opera Group.
Un mes després de l'estrena de Peter Grimes, Britten i Yehudi Menuhin es van dirigir a Alemanya per fer recitals als supervivents dels camps de concentració. El que varen veure, a Belsen sobretot, va sorprendre Britten que es va negar a parlar d'això fins al final de la seva vida, quan li va dir a Pears que des de llavors havia canviat la manera de compondre. Colin Matthews comenta que els dos treballs següents que Britten va compondre després del seu retorn, el cicle de cançons The Holy Sonnets of John Donne i el Segon Quartet de corda, contrasten fortament amb els treballs anteriors i amb més encant com Les Illuminations. Britten va recuperar la seva joie de vivre amb The Young Person's Guide to the Orchestra (1945), escrita per a una pel·lícula educativa, Instruments of the Orchestra, dirigida per Muir Mathieson i amb la London Symphony Orchestra dirigida per Malcolm Sargent. Es va convertir, i encara ho és, en la seva obra més popular. L'obra té per subtítol Variacions i fuga sobre un tema de Henry Purcell. El tema prové de l'òpera Abdelazar. Britten va elaborar variacions individuals per a cada secció de l'orquestra: els instruments de fusta, la corda, els metalls i finalment els instruments de percussió. Com a remat, porta l'orquestra completa a una fuga, abans de reprendre el tema que conclou l'obra. La versió original, amb comentaris narrats, s'omet sovint en concerts i enregistraments.
La següent òpera de Britten, The Rape of Lucretia, va ser presentada en el primer Festival de Glyndebourne de la postguerra el 1946. Després es va fer una gira per a ciutats provincials sota la bandera de la Glyndebourne English Opera Company, una incòmoda aliança de Britten i la seva companyia amb John Christie, el propietari autocràtic de Glyndebourne. La gira va perdre molts diners, i Christie va anunciar que no subscriuria més gires. Britten i els seus associats van crear l'English Opera Group; el llibretista Eric Crozier i el dissenyador John Piper es van unir a Britten com a directors artístics. El propòsit del grup era produir i encarregar noves òperes i altres treballs anglesos, per presentar-los a tot el país. Britten va escriure l'òpera còmica Albert Herring per al grup el 1947. Mentre estava de gira amb la nova òpera, Pears va plantejar la idea de muntar un festival a Aldeburgh, una petita ciutat costanera de Suffolk, on Britten s'havia mudat des de Snape a principis d'any i que es va convertir en el seu principal lloc de residència per a la resta de la seva vida.

### Aldeburgh; la dècada de 1950

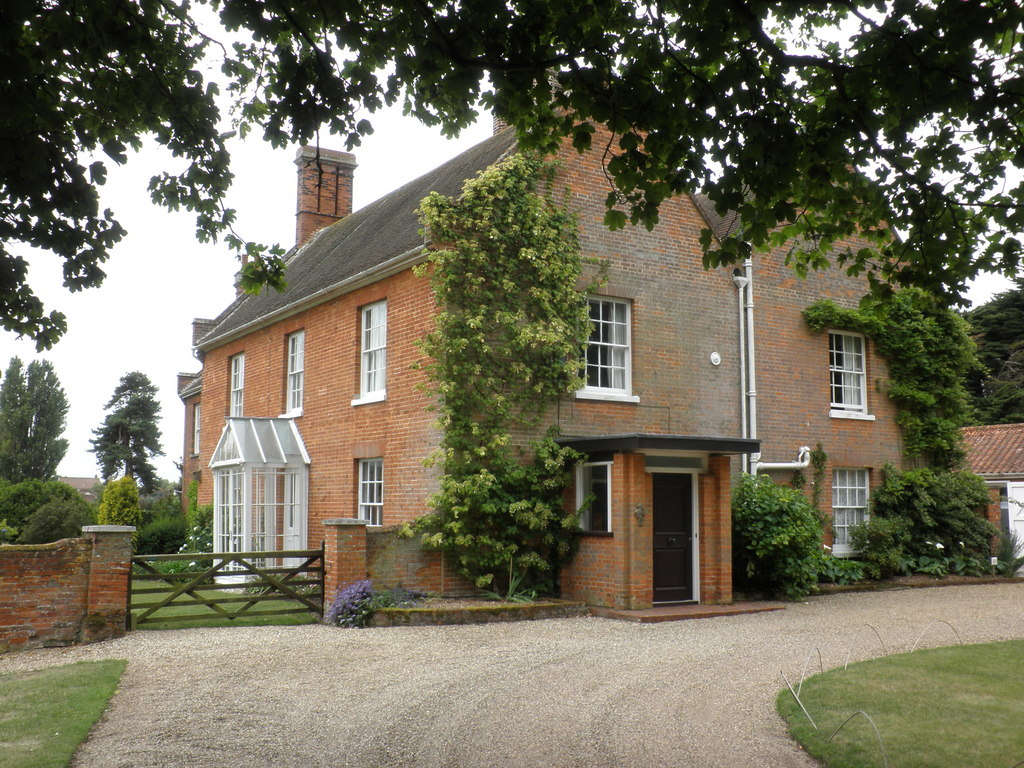
La Red House, Aldeburgh, residènica de Britten

El Festival d'Aldeburgh va ser inaugurat el juny de 1948, amb la direcció de Britten, Pears i Crozier. Es va fer amb Albert Herring al Jubilee Hall i la nova cantata de Britten per a tenor, cor i orquestra, Saint Nicolas, es va presentar a l'església parroquial. El festival va ser un èxit immediat i es va convertir en un esdeveniment anual que ha continuat al segle xxi. Fins a la mort de Britten el 1976, en gairebé totes les edicions del festivall es van presentar obres seves entre les quals les òperes A Midsummer Night's Dream al i Death in Venice, que van estrenar-se, respectivament, en el Jubilee Hall el 1960 i a l'Snape Maltings Concert Hall el 1973.

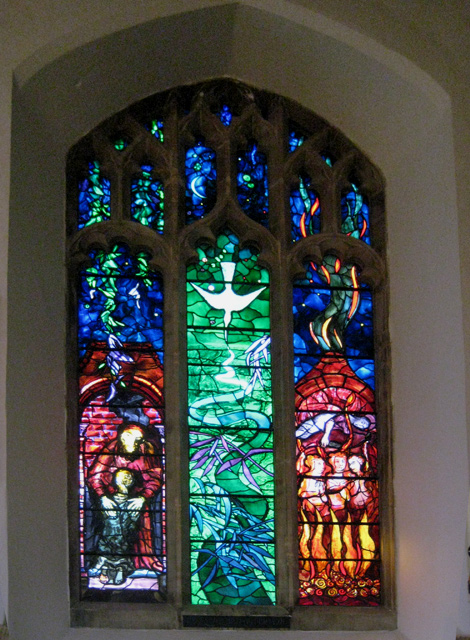
Finestral a l'església de Sant Pere i Sant Pau d'Aldeburgh fet per John Piper en memòria de Benjamin Britten

A diferència de la majoria de compositors anglesos importants, Britten no va exercir com a professor, però el 1949 va acceptar l'únic alumne privat que va tenir, Arthur Oldham, que va estudiar amb ell durant tres anys. Oldham va ser el seu assistent musical i va organitzar Variacions sobre un tema de Frank Bridge per a orquestra completa per al ballet de Frederick Ashton, Le Rêve de Léonor (1949). Més tard, Oldham va descriure aquesta relació professor-alumne com a «cinc per cent beneficiosa per a Britten i un noranta-cinc per cent per a mi».
Al llarg de la dècada de 1950, Britten va seguir escrivint òperes. Billy Budd (1951) va ser ben rebuda en l'estrena del Covent Garden i va ser considerada pels crítics com un avenç sobre Peter Grimes. Gloriana (1953), escrita per a la coronació d'Elisabet II, va tenir una bona acollida a la gala de l'estrena en presència de la Reina i de l'Establishment britànic en massa. La contundent història d'Elisabet I en el seu declivi i la partitura de Britten va ser «massa moderna» per a l'audiència de l'estrena. que no van superar el que Matthews denomina el «filisteisme arrelat» de les classes dominants. Tot i que Gloriana va anar bé a la taquilla, no va haver-hi més produccions a la Gran Bretanya en tretze anys. Més tard va ser reconeguda com una de les millors òperes de Britten. The Turn of the Screw, l'any següent, va ser un gran èxit; juntament amb Peter Grimes ha esdevingut una de les dues òperes de Britten més representades.
A la dècada de 1950, el ministre de l'Interior del Regne Unit i fervent antihomosexual, Sir David Maxwell Fyfe, va instar la policia a fer complir les lleis victorianes que dictaven que els actes homosexuals eren il·legals. Britten i Pears van ser assenyalats i Britten va rebre la visita de la policia el 1953 per aquest motiu. Britten va quedar tan pertorbat que va discutir amb el seu ajudant Imogen Holst la possibilitat que Pears simulés tenir un matrimoni (amb qui, no estava clar). Al final no es va fer res.
Una influència cada vegada més important per a Britten va ser la música d'Orient, un interès que va ser impulsat per una gira amb Pears del 1956, quan Britten va trobar una vegada més la música del gamelan balinès i va veure per primera vegada una obra del teatre clàssic japonès, Noh, que ell va anomenar com «un dels drames més meravellosos que he vist». Aquestes influències orientals van ser vistes i escoltades al ballet The Prince of the Pagodas (1957) i posteriorment en dues de les tres paràboles semi operístiques per ser representades a l'església: Curlew River (1964) i The Prodigal Son (1968).

### La dècada de 1960
A la dècada de 1960, el Festival d'Aldeburgh es va quedar petit, però els plans per construir una nova sala de concerts a Aldeburgh no progressaven. En aquell moment uns magatzems victorians de cereals del poble de Snape, sis quilòmetres a l'interior, es van posar de lloguer, Britten es va adonar que el més gran d'ells podia convertir-se en una sala de concerts i d'òpera. La reina, en la inauguració el vintè Festival d'Aldeburgh el dia 2 de juny de 1967, va obrir la sala Snape Maltings de 830 places; va ser aclamada immediatament com una de les millors sales de concerts del país. La sala va ser destruïda pel foc el 1969, però Britten va determinar que seria reconstruït a temps per a la festa de l'any següent, i ho va ser. La reina va tornar a assistir a l'espectacle d'obertura el 1970.

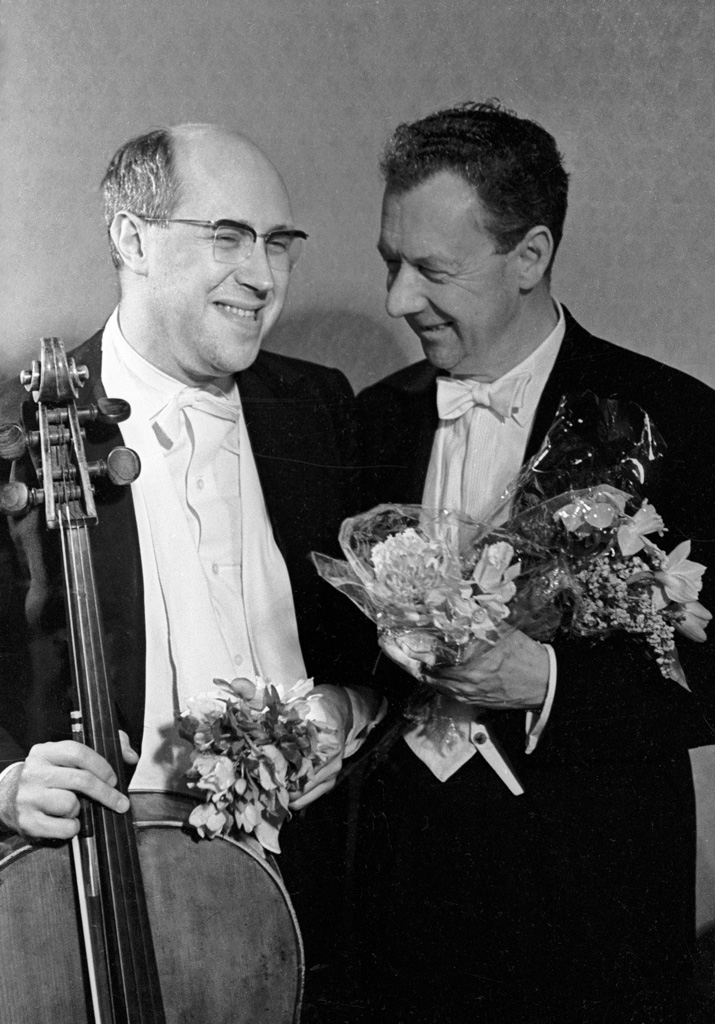
Mstislav Rostropóvitx i Britten, 1964

The Maltings va oferir al festival un lloc on es podien representar còmodament grans obres orquestrals i òperes. Britten va dirigir la primera actuació fora de Rússia de la Catorzena Simfonia de Xostakóvitx a Snape el 1970. Xostakóvitx, un amic des de 1960, va dedicar la simfonia a Britten; ell també li va dedicar The Prodigal Son. Dos músics russos més propers a Britten i presentats regularment al festival van ser el pianista Sviatoslav Richter i el violoncel·lista Mstislav Rostropóvitx. Britten va compondre les seves suites per a violoncel, la Simfonia per a violoncel i la Sonata per a violoncel per a Rostropóvitx, que les va estrenar al Festival d'Aldeburgh.
Una de les obres més conegudes de Britten, el War Requiem, es va estrenar l'any 1962. Quatre anys abans li havien demanat d'escriure un treball per a la consagració de la nova Catedral de Coventry, edifici modernista dissenyat per Basil Spence. La catedral vella havia quedat en ruïnes per un atac aeri sobre la ciutat el 1940, on van morir centenars de persones. Britten va decidir que commemoraria els morts de les dues guerres mundials en una obra de gran escala per a solistes, corals, conjunts de cambra i orquestra. El seu text va intercalar la tradicional Missa de Rèquiem amb poemes de Wilfred Owen. Matthews escriu: «Amb War Requiem Britten va arribar al punt més àlgid de la seva reputació: va ser aclamada gairebé universalment com una obra mestra». Xostakóvitx va dir a Rostropóvitx que creia que era «l'obra més gran del segle XX».
El 1967 la BBC va encarregar a Britten que escrivís una òpera especialment per a la televisió. Owen Wingrave es va basar, com The Turn of the Screw, en una història fantàstica d'Henry James. A la dècada de 1960 Britten componia de forma molt més lenta que en la seva prolífica joventut; va dir al compositor de vint-i-vuit anys, Nicholas Maw: «Fes tant com puguis ara, perquè és molt més difícil a mesura que s'envelleix». No va completar la partitura de la nova òpera fins a l'agost de 1970. Owen Wingrave es va emetre per primer cop a la Gran Bretanya el maig de 1971, quan també va ser televisada a Àustria, Bèlgica, Dinamarca, França, Alemanya, Irlanda, Holanda, Noruega, Suècia, Suïssa, els EUA i Iugoslàvia.

### Últims anys
El setembre de 1970, Britten va demanar a Myfanwy Piper, que havia adaptat les dues històries de Henry James, per a convertir una altra història en prosa en un llibret. Aquesta va ser la novel·la de Thomas Mann La mort a Venècia, tema que havia estat considerant durant un temps. En una etapa primerenca en la composició, els metges de Britten el van aconsellar una operació cardíaca, si volia viure més de dos anys. Britten volia acabar l'òpera i va treballar amb urgència per completar-la abans d'anar a l'hospital per a la cirurgia. Un cop finalitzada l'òpera, Britten va ingressar al National Heart Hospital i va ser operat el maig de 1973 per reemplaçar una vàlvula cardíaca defectuosa. La substitució va tenir èxit, però va patir un lleuger accident cerebrovascular que el va afectar la mà dreta. Això va acabar amb la seva carrera com a intèrpret. Mentre estava a l'hospital, Britten va fer amistat amb una monja infermera, Rita Thomson, que es va traslladar a Aldeburgh el 1974 i el va cuidar fins a la seva mort.
Els últims treballs de Britten inclouen la Suite on English Folk Tunes “A Time There Was” (1974); el Tercer Quartet de corda (1975), que va utilitzar material de Death in Venice; i la cantata dramàtica Phaedra (1975), escrita per a Janet Baker.

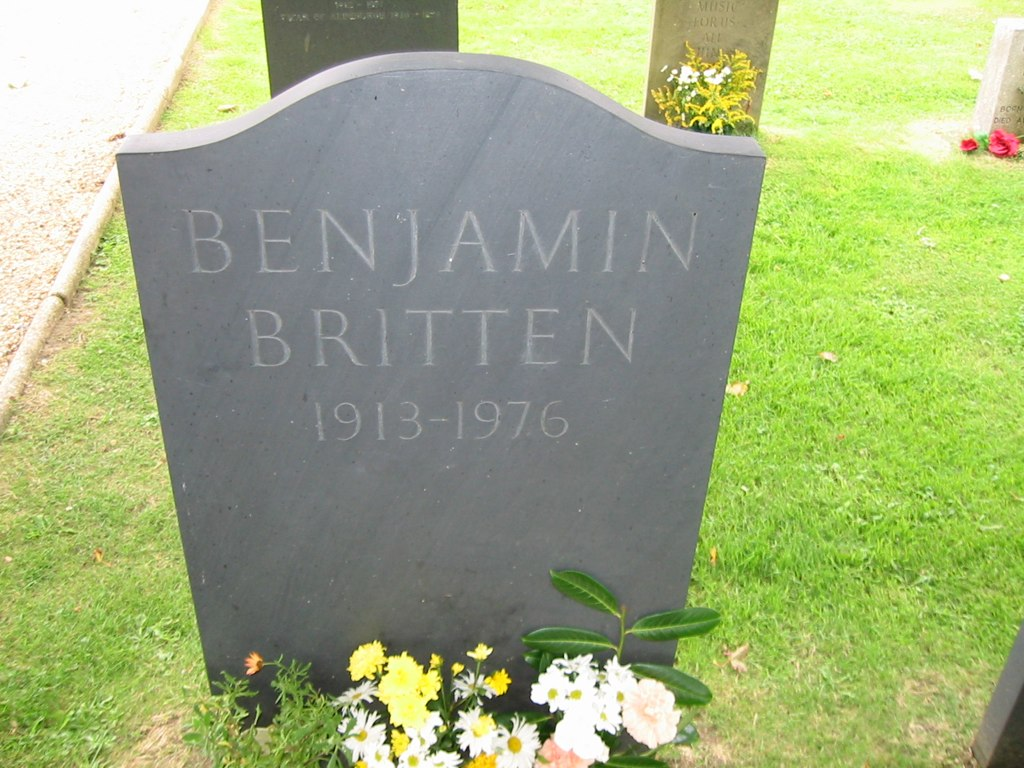
Tomba de Benjamin Britten a l'església de Sant Pere i Sant Pau a Aldeburgh

El juny de 1976, l'últim any de la seva vida, Britten va acceptar un nomenament nobiliari: fou el primer compositor tan honorat, i es va convertir en el Baró Britten d'Aldeburgh al Comtat de Suffolk. Després del Festival d'Aldeburgh de 1976, Britten i Pears van viatjar a Noruega, on Britten va començar a escriure Praise We Great Men, per a veus i orquestra, basada en un poema d'Edith Sitwell. Va tornar a Aldeburgh l'agost i va escriure Welcome Ode per a cor i orquestra infantil. El novembre, Britten es va adonar que ja no podia compondre. En el seu 63è aniversari, el 22 de novembre, a la seva sol·licitud, Rita Thomson va organitzar una festa amb xampany i va convidar els seus amics i les seves germanes, Barbara i Beth, per acomiadar-se del compositor. Quan Rostropóvitx va fer la seva visita de comiat uns dies més tard, Britten li va donar el que havia escrit de Praise We Great Men.
Britten va morir d'insuficiència cardíaca el 4 de desembre de 1976. El seu servei funerari es va celebrar a l'església parroquial d'Aldeburgh tres dies després i va ser enterrat al seu cementiri, amb una làpida tallada per Reynolds Stone. Les autoritats de l'Abadia de Westminster havien ofert l'enterrament allà, però Britten havia deixat clar que desitjava que la seva tomba estigués al costat, en el seu moment, de Pears. Un servei commemoratiu es va celebrar a l'Abadia el 10 de març de 1977, congregació que va ser presidida per la mare de la reina.

## Vida personal i caràcter
Tot i la seva gran quantitat de treballs sobre temes cristians, Britten s'ha considerat sovint com a agnòstic. Pears va dir que quan es van conèixer el 1937 no estava segur de si Britten s'hagués descrit com a cristià o no. A la dècada de 1960, Britten es va referir a si mateix com a cristià practicant, tot i que simpatitzava amb els punts de vista radicals proposats pel bisbe de Woolwich a Honest to God. Políticament, Britten estava a l'esquerra. Li va dir a Pears que sempre havia votat liberal o laborista i que no s'hauria imaginat mai votant conservador, però mai va ser membre de cap partit, excepte la Peace Pledge Union.
Físicament, Britten mai va ser robust. Caminava i nedava periòdicament i es va mantenir en forma com va poder, però Carpenter, en la seva biografia de 1992, esmenta vint malalties, algunes d'elles bastant greus, que Britten va patir durant els anys anteriors que es desenvolupés la seva malaltia final. Emocionalment, segons alguns comentaristes, Britten mai va créixer completament, i va mantenir una perspectiva del món una mica infantil. No sempre va ser conscient que era el geni que els altres veien en ell, i tot i que era hipercrític amb les seves pròpies obres, alhora era agressivament sensible a la crítica dels altres.
Britten va tenir, com ell va reconèixer, mala fama per l'«execució» d'amics i col·legues que o bé l'ofenien o bé deixaven de ser-li útils —els seus «cadàvers». El director d'orquestra Sir Charles Mackerras creia que el terme va ser inventat per Lord Harewood. Tant Mackerras com Harewood es van unir a la llista de cadàvers, el primer per bromejar que el nombre de nois de Noye's Fludde havia de ser una delícia per al compositor, i el segon per un assumpte extramarital i posterior divorci de Lady Harewood, que va sorprendre el purità Britten. Entre altres cadàvers hi va haver els seus llibretistes Montagu Slater i Eric Crozier. Aquest últim va dir el 1949: «Algunes vegades, em va dir, de broma, que un dia jo m'afegiria al rang dels seus “cadàvers” i sempre he reconegut que qualsevol persona normal només ha de sobreviure en funció de la seva utilitat a un gran artista creatiu com Ben». Janet Baker va dir el 1981: «Crec que tenia dret a prendre el que volia dels altres ... No volia fer mal a ningú, però la seva tasca era més important que qualsevol de nosaltres». Matthews creu que aquest aspecte de Britten ha estat exagerat i observa que el compositor va mantenir moltes amistats profundes al final de la seva vida.

### Controvèrsies

#### Els nois
Al llarg de la seva vida adulta, Britten va tenir una relació particular amb els nens i va gaudir d'amistats íntimes amb diversos nois, especialment amb adolescents. La primera amistat va ser amb Piers Dunkerley, de tretze anys el 1934 quan Britten tenia vint anys. Altres nois amb qui Britten va mantenir amistat van ser el jove David Hemmings i Michael Crawford; tots dos van cantar papers en les seves obres en la dècada de 1950 Més tard, Hemmings va dir: «En tot el temps que vaig passar amb ell, mai va abusar d'aquesta confiança», i Crawford va escriure «No puc dir prou sobre l'amabilitat que aquell gran home […] va tenir una paciència meravellosa i afinitat amb els joves. Va estimar la música i va estimar els joves que es preocupaven per la música».
Va ser durant molt de temps sospitós per a alguns dels seus col·legues que van dir que hi havia alguna cosa excepcional sobre la seva atracció per als adolescents: Auden es va referir a l'«atracció de Britten per als nois juvenils ... per les persones en edat no sexual i innocents», i Pears va escriure una vegada a Britten: «Recorda que encara hi ha coses belles al món: els nens, els nois, el sol, el mar, Mozart, tu i jo». En públic, la qüestió va ser poc discutida durant la vida de Britten i es va discutir molt després de la seva mort. La biografia de Carpenter va examinar de prop l'evidència, així com els estudis posteriors de Britten, sobretot Britten's Children de John Bridcut (2006), que se centra en les amistats i relacions de Britten amb diversos nens i adolescents. Alguns comentaristes han continuat qüestionant la conducta de Britten, de vegades molt bruscament. Carpenter i Bridcut conclouen que va mantenir els impulsos sexuals sota un control ferm i que va mantenir les relacions afectuoses estrictament de forma platònica.

#### La causa de la mort
Una controvèrsia més recent va ser la declaració de Paul Kildea en una biografia de Britten del 2013 que la insuficiència cardíaca del compositor es va deure a una sífilis no detectada, que Kildea especula va ser fruit de la promiscuïtat de Pears mentre els dos vivien a Nova York. En resposta, el cardiòleg de Britten va dir que, com tots els casos similars de l'hospital, Britten es va examinar rutinàriament per sífilis abans de l'operació, amb resultats negatius. Va descriure com a «completa brossa» l'afirmació de Kildea. Kildea va continuar mantenint que «per tots els símptomes del compositor només hi podia haver una causa». A The Times, Richard Morrison va elogiar la resta del llibre de Kildea, però esperava que la seva reputació no estigués «embrutada per una especulació sensacionalista... alguns rumors de segona mà ... presentant xafarderies infundades com a fet».

## Música

### Influències
La vida musical de Britten va estar dominada pels mestres clàssics; l'ambició de la seva mare era que es convertís en la "«Quarta B"», després de Bach, Beethoven i Brahms. Britten va afirmar més tard que el seu desenvolupament inicial com a compositor va quedar sufocat per la reverència per a aquests mestres: «Entre els tretze i setze anys sabia totes les notes de Beethoven i Brahms. Recordo haver rebut la partitura completa de Fidelio per al meu catorzè aniversari. ... Però crec que, en cert sentit, mai els he perdonat per haver-me desviat del meu pensament particular i inclinacions naturals». Va desenvolupar una particular animositat cap a Brahms, per la música pianística del qual havia tingut una gran estima; el 1952 va confiar que de tant en tant interpretava totes les músiques de Brahms «per veure si encara tenia raó sobre ell; en general considero que he subestimat l'última vegada el dolent que era».
Amb el mestratge de Frank Bridge, per qui va professar veritable veneració, els horitzons musicals de Britten es van expandir. Va descobrir la música de Debussy i Ravel que, escriu Matthews, «li va donar un model per a un so orquestral». Bridge també va portar Britten a la música de Schönberg i Berg; la mort d'aquest últim el 1935 el va afectar profundament. En una carta d'aquell moment revela els seus pensaments sobre l'escena de la música contemporània: «Els músics reals són tan pocs i llunyans entre si. A part dels Bergs, Stravinskis, Schönbergs i Bridges, se'm fa difícil afegir un nom, com a molt, potser, Xostakóvitx». Per aquesta època, Britten havia desenvolupat una hostilitat duradora cap a l'escola pastoral anglesa representada per Vaughan Williams i Ireland, les obres dels quals va comparar desfavorablement amb els «brillants acords de la cançó popular de Percy Grainger»; Grainger es va convertir en la inspiració de molts dels arranjaments populars de Britten. Britten també es va impressionar amb Delius, del qual va trobar "deliciosa" Brigg Fair quan la va sentir el 1931. També en aquest any va sentir La consagració de la primavera de Stravinski, que va trobar «desconcertant i aterridora», però al mateix temps «increïblement meravellosa i impactant». Tant la Simfonia dels salms com Petruixka del mateix compositor, van ser elogiats en termes semblants. No obstant això, ell i Stravinski van desenvolupar una antipatia mútua basada en la gelosia i la desconfiança.
A més dels seus lligams creixents amb les obres dels mestres del segle xx, Britten, juntament amb el seu contemporani Michael Tippett, es va dedicar a la música anglesa de finals del segle xvii i principi del xviii, en particular el treball de Purcell. En definir la seva missió com a compositor d'òpera, Britten va escriure: «Un dels meus objectius principals és intentar restaurar l'ambient musical de l'idioma anglès amb la brillantor, la llibertat i la vitalitat que han estat curiosament escassos des de la mort de Purcell». Entre els més pròxims de l'esperit compositor de Britten, fins i tot més que Purcell, hi havia Mahler, del qual Britten va escoltar la Quarta Simfonia el setembre de 1930. En aquella època, la música de Mahler era poc considerada i rares vegades s'interpretava a les sales de concerts angleses. Britten més tard va escriure sobre com li va impressionar la partitura d'aquesta obra: «... completament neta i transparent ... el material va ser notable, i les formes melòdiques molt originals, amb tensions tan rítmiques i harmòniques de principi a fi». Aviat va descobrir altres obres de Mahler, en particular Das Lied von der Erde; va escriure a un amic sobre la conclusió de «Abschied» de Das Lied: «És cruel que la música fos tan bella». A part de la influència general de Mahler sobre l'estil compositiu de Britten, la incorporació per part de Britten de melodies populars (com, per exemple, a Death in Venice) és una herència directa de Mahler.

### Òperes
La Britten-Pears Foundation considera les òperes del compositor «potser la part més important del seu llegat compositiu». Les òperes de Britten estan fermament establertes en el repertori internacional: segons Operabase, es realitzen a tot el món més que les de qualsevol altre compositor nascut al segle xx, i només Puccini i Richard Strauss es troben davant d'ell si la llista s'estén a totes les òperes compostes després de 1900.
La primera opereta Paul Bunyan s'allunya de les obres operístiques posteriors de Britten. Philip Brett, a l'article de Grove sobre Britten, el descriu com «un intent de tractar amb condescendència per part de W.H. Auden l'esperit d'una nació que no és la seva pròpia, en la qual Britten era un foraster». Al públic nord-americà li va agradar, però no als crítics, i va quedar en l'oblit fins que l'interès es va revivar prop del final de la vida del compositor.
Les òperes posteriors de Britten van des de grans obres escrites per a companyies d'òpera de grans dimensions, fins a òperes de cambra per a ser representades per petits grups d'òpera en gira o en esglésies i escoles. Dins les de gran escala hi ha Peter Grimes (1945), Billy Budd (1951), Gloriana (1953), A Midsummer Night's Dream (1960) i Death in Venice (1973). De les òperes restants, va escriure The Rape of Lucretia (1946), Albert Herring (1947), The Little Sweep (1949) i The Turn of the Screw (1954) per a petites companyies d'òpera. Noye's Fludde (1958), Curlew River (1964), The Burning Fiery Furnace (1966) i The Prodigal Son (1968) van ser escrites per a l'actuació a l'església, i van ser estrenades a l'església de St Bartholomew, Orford. La secular The Golden Vanity estava pensada per a ser realitzada a les escoles. Owen Wingrave, escrita per a la televisió, va ser presentada per primera vegada per la Royal Opera al Covent Garden el 1973, dos anys després de la seva estrena.
Els crítics musicals han comentat freqüentment el tema recurrent en les òperes de Britten des de Peter Grimes com és el de l'individu aïllat en contradicció amb una societat hostil. Aquest punt per extensió reflecteix la percepció de Britten de si mateix, pacifista i homosexual, a l'Anglaterra de les dècades de 1930, 1940 i 1950. Un altre tema recurrent és la corrupció de la innocència, que es veu amb més força a The Turn of the Screw.
Durant els 28 anys que van des de Peter Grimes i Death in Venice, l'estil musical de Britten va canviar, ja que va introduir elements de l'atonalisme —a pesar de ser essencialment un compositor tonal— i de la música oriental, especialment els sons del gamelan, però també les harmonies de l'est. A A Midsummer Night's Dream, la partitura orquestral varia segons la naturalesa de cada conjunt de personatges: «els sons brillants i percussius de les arpes, els teclats i la percussió per al món de les fades, les cordes i els instruments de vent càlids i per al parell d'amants, els Instruments de vent de fusta i metall per a les mecàniques». A Death in Venice, Britten converteix Tadzio i la seva família en ballarins silenciosos, «acompanyats pels sons colorits i brillants de la percussió per emfatitzar la seva llunyania».
A principis de 1948, l'analista de música Hans Keller, que resumia l'impacte de Britten en l'òpera del segle xx, va comparar la seva contribució a la de Mozart al segle XVIII: «Mozart pot ser considerat com un fundador (un “segon fundador”) de l'òpera. Ja es pot dir el mateix avui, pel que fa al camp britànic modern, fins i tot més enllà del britànic, de Britten». A més de les seves òperes originals, Britten, juntament amb Imogen Holst, va revisar extensament Dido and Aeneas (1951) i The Fairy-Queen (1967) de Purcell. Aquests «realitzacions» van portar a Purcell, que en aquell moment era oblidat, a un públic més ampli, tot i que en la pràctica hi va haver poques representacions. La seva revisió de 1948 de The Beggar's Opera equival a una recomposició a l'engròs, i conserva les melodies originals però amb acompanyaments orquestrals nous i sofisticats.

### Cicles de cançons
Al llarg de la seva carrera, Britten es va acostar al cicle de cançons. El 1928, quan tenia 14 anys, va compondre un cicle orquestral, Quatre chansons françaises, pronunciant paraules de Victor Hugo i Paul Verlaine. Brett comenta que, tot i que el treball està molt influenciat per Wagner, d'una banda, i pels manierismes francesos, de l'altra, «la melodia diatònica del nen trist amb la mare que es consumeix a L'enfance n'és completament característica». Després influenciat per Auden, Britten va compondre Our Hunting Fathers (1936), ostensiblement una protesta contra la caça de guineus, però que també al·ludeix a l'estat polític contemporani d'Europa. L'obra mai ha estat popular; el 1948, el crític Colin Mason va lamentar el seu descuit i va dir que era una de les millors obres de Britten. Per Mason, el cicle és «tan emocionant com Les Illuminations, i ofereix molts tastos interessants i divertits dels millors moments de les seves obres posteriors».
El primer dels cicles de cançons de Britten que va guanyar popularitat va ser Les Illuminations (1940), per a una veu alta (originalment soprano i més tard cantat sobretot per tenors) amb acompanyament d'orquestra de cordes, amb lletra d'Arthur Rimbaud. La música de Britten reflecteix l'erotisme dels poemes de Rimbaud; Copland va comentar que la secció Antique que no sabia com Britten s'atrevia a escriure la melodia. Antique la va dedicar a "K.H.W.S.", o Wulff Scherchen, primer interès romàntic de Britten. Matthews jutja la peça com l'obra mestra dels primers anys de Britten. En el moment del següent cicle de Britten, Seven Sonnets of Michelangelo (1942) per a tenor i piano, Pears s'havia convertit en la seva parella i musa; en la frase de Matthews, Britten va escriure el cicle com «la seva declaració d'amor per a Peter». Això també es troba en la sensualitat dels versos, tot i que en la seva estructura s'assembla a un cicle convencional del cicle del segle xix. Mason dibuixa una distinció entre aquest i els primers cicles de Britten, perquè aquí cada cançó és autònoma i no té cap connexió temàtica amb cap altra.
La Serenade for Tenor, Horn and Strings (1943) fou composta sobre versos d'una varietat de poetes, tots sobre el tema de la nit. Tot i que Britten va descriure el cicle com a «material poc important, però molt agradable, crec», immediatament es va rebre com una obra mestra i, juntament amb Peter Grimes, el va establir com un dels compositors més importants de la seva època. Mason la defineix com «una obra bellament unificada sobre poemes completament diferents, reunits pel mètode simfònic més superficial, però més eficaç i, per tant, més adequat. Alguns fragments de la música són pur figuralisme, altres una pintura de l'ànim, la més subtil i amable». Dos anys més tard, després de presenciar els horrors de Belsen, Britten va compondre The Holy Sonnets de John Donne, una obra amb una incomoditat que no va ser igualada fins al cicle per a tenor i piano d'un quart de segle més tard. La tècnica de Britten en aquest cicle va des de l'atonalitat en la primera cançó fins a la tonalitat ferma més tard, amb un resolutiu acord en si major en el clímax de Death, be not proud.
Nocturne (1958) és l'últim dels cicles orquestrals. Com en la Serenade, Britten va utilitzar poemes d'un ventall de poetes, que inclouen Shakespeare, Coleridge, Keats, Shelley, Tennyson i Wilfred Owen. Tot el cicle és més fosc que la Serenade, amb preecos del War Requiem. Totes les cançons tenen orquestracions subtilment diferents, amb una part obligada destacada per a un instrument diferent en cadascuna. Entre els cicles de cançons posteriors de Britten amb acompanyament de piano es troben les Songs and Proverbs of William Blake, compost per al baríton Dietrich Fischer-Dieskau. Hi presenta tots els seus poemes en un flux continu de música, amb set proverbis, amb set cançons, que dibuixen una imatge cada vegada més fosca de l'existència humana. Un cicle de Puixkin, The Poet's Echo (1965), va ser escrit per a Galina Vishnevskaya i mostra un costat més robust i extravertit del compositor. Tot i que apareix ostensiblement en la tradició dels cicles de cançons europeus, dibuixa atmosfèricament la polifonia de la música del sud-est asiàtic. Who Are These Children? (1969), que utilitza 12 versos de William Soutar, es troba entre els cicles més inquietants de Britten. Quan ja no va poder tocar el piano, Britten va compondre un cicle de poemes de Robert Burns, A Birthday Hansel (1976), per a veu i arpa.

### Altres obres vocals
Nicholas Maw va dir sobre la música vocal de Britten: «El seu sentiment per la poesia (no només anglesa) i les inflexions del llenguatge el converteixen en el millor realitzador musical en anglès». Una de les obres més conegudes en què Britten va utilitzar la poesia va ser War Requiem (1962). Va intercalar la missa llatina de rèquiem, cantada per soprano i cor, amb obres del poeta Wilfred Owen sobre escenaris de la primera guerra mundial, cantades per tenor i baríton. Al final, es combinen els dos elements, ja que l'última línia de l'Strange meeting d'Owen es barreja amb In paradisum de la missa. Matthews descriu la conclusió de l'obra com «una gran onada de benedicció que recorda el final de la Sinfonia da Requiem, i el seu esclat similar cap al mar que simbolitza la reconciliació i la mort». Altres obres per a veus i orquestra inclou la Missa Brevis i la Cantata academica (ambdues, 1959) sobre temes religiosos, i la tardana cantata Phaedra (1975), una història d'amor impossible i mort modelada per les cantates italianes de Händel.
Les obres a petita escala per a veu acompanyada inclouen els Five Canticles, compostos entre 1947 i 1974. Els va compondre per a una varietat de veus (tenor en els cinc, contratenor o alt en el II i IV i baríton en el IV) i acompanyaments (piano del I al IV, trompa al III i arpa al V). El primer és un poema de Francis Quarles del segle xvii, A Divine Rapture, [189] i segons Britten es va inspirar en els Divine Hymns de Purcell. Matthews la descriu com una de les obres més serenes del compositor, que «acaba en un ambient d'una felicitat sense traves que aviat esdevindrà estrany en la música de Britten». El segon Canticle va ser escrit el 1952, entre Billy Budd i Gloriana, sobre el tema de l'obediència d'Abraham a l'Autoritat Divina en el sacrifici proposat del seu fill Isaac. El Canticle III de 1954 es basa en un poema de guerra d'Edith Sitwell Still Falls the Rain, compost poc després de The Turn of the Screw, amb el qual està estructuralment i estilísticament associat. El cicle de dotze notes en els primers cinc compassos de la part pianística del Canticle va introduir una característica que després es va convertir en una part habitual de la tècnica compositiva de Britten. El quart Canticle, estrenat el 1971, es basa en el poema de T. S. Eliot Journey of the Magi. És musicalment prop de The Burning Fiery Furnace de 1966; Matthews s'hi refereix com una «peça de companyia» a l'obra anterior. El Canticle final va ser un altre text d'Eliot, el seu poema juvenil Death of Saint Narcissus. Encara que Britten tenia poca idea sobre el que tractava el poema, el musicòleg Arnold Whittall troba el text "gairebé aterridorament apropiat ... per a un compositor conscient de la seva pròpia malaltia". Matthews veu a Narcissus com «una altra figura del món màgic de somnis i de la bellesa ideal» de Britten.

### Obres orquestrals
L'estudiós britànic Donald Mitchell va escriure: «És fàcil, a causa de l'abast, l'alçada i el gran volum de les seves òperes i la riquesa de la seva música vocal de tota mena, de prestar una atenció insuficient a les moltes obres que Britten va escriure en altres gèneres específicament no vocals». Max va dir sobre Britten: "És un dels grans compositors orquestrals del segle XX ... La seva orquestració té una individualitat, incisivitat i integració amb el material musical només aconseguit pels compositors més grans. Entre les obres orquestrals més conegudes de Britten es troben les Variations on a Theme of Frank Bridge (1937), la Sinfonia da Requiem (1940), els Four Sea Interludes (1945) i The Young Person's Guide to the Orchestra (1945). The Variations, un homenatge afectuós al mestre de Britten, van des de paròdies còmiques de clixés operístics italians i valsos vienesos fins a una marcada marxa, que reflecteix l'auge del militarisme a Europa i una marxa funerària mahleriana; la peça acaba amb un final exuberant en forma de fuga. La Sinfonia es mou des del Lacrymosa ple de temor i lamentació fins a un dur Dies irae i després a un Requiem aeternam final, descrit pel crític Herbert Glass com «el descans etern més incert possible». Mason considera que la Sinfonia és un fracàs: "menys entretingut que de costum, perquè el seu objecte no és principalment entretenir sinó expressar-se de forma simfònica, que falla perquè no és ni pictòrica ni formalment simfònica". Els Sea Interludes, adaptat per Britten de la partitura completa de Peter Grimes, fa una suite de concert que representa el mar i el Borough on s'ambienta l'òpera; el personatge de la música està fortament contrastat entre Dawn, Sunday Morning, Moonlight i Storm. El crític Howard Posner observa que no hi ha un compàs en els interludis, per més bonic que sigui, que no t'indiqui que ha de passar alguna cosa greu. [200] La Guia de la persona jove, basada en un tema de Purcell, mostra les seccions i grups individuals de l'orquestra i ha obtingut una gran popularitat des dels seus inicis. The Young Person's Guide, basat en un tema de Purcell, mostra les seccions i grups individuals de l'orquestra i va guanyar popularitat des del primer moment. Christopher Headington parla de l'obra com a «música exuberant i senzilla, marcada amb claredat i vigor que s'adapta bé a l'obra de Britten». David Matthews l'anomena «un exercici educatiu brillant».
A diferència dels seus predecessors anglesos com Elgar i Vaughan Williams, i compositors de l'Europa continental que va admirar, inclosos Mahler i Xostakóvitx, Britten no fou un simfonista clàssic. La juvenil Simple Symphony (1934) es troba en l'estructura simfònica convencional, amb la forma sonata i el patró tradicional de quatre moviments, però de les seves obres madures, la Spring Symphony (1949) és més un cicle de cançons que una veritable simfonia, i la concertant Cello Symphony (1963) és un intent d'equilibrar el concert i la simfonia tradicionals. Durant els seus quatre moviments, la Cello Symphony es mou des d'una obertura profundament pessimista fins a un final de felicitat radiant, fet estrany per a Britten. El compositor la considerava "el millor que he escrit".
El Concert per a piano (1938) va ser criticat al principi per ser massa alegre i virtuós. El 1945, Britten el va revisar i va substituir el tercer moviment per una passacaglia més ombrívol que, segons el punt de vista de Matthews, dona més profunditat a l'obra i fa que el triomf aparent del final sigui més ambivalent. El Concert per a violí (1940) té elements virtuosos, però estan equilibrats per passatges lírics i elegíacs, que reflecteixen, sens dubte, la creixent preocupació de Britten per l'escalada de les hostilitats mundials. Cap dels concerts està entre les obres més famoses de Britten, però al segle XXI el concert de violí s'ha realitzat amb més freqüència que abans, tant a les sales de concerts com en els enregistraments.
La música incidental de Britten per al teatre, el cinema i la ràdio, gran part d'ella inèdita, va ser objecte d'un assaig de William Mann, publicat el 1952 en la primera avaluació crítica detallada de la música de Britten fins a aquesta data. D'aquestes peces, la música per a un programa de ràdio, The Rescue, d'Edward Sackville-West, és elogiat pel musicòleg Lewis Foreman com «de tanta estatura i caràcter individual que li val un lloc habitual al costat de les altres composicions dramàtiques de Britten». Mann troba en aquesta partitura els preecos del segon acte de Billy Budd, mentre que Foreman observa que Britten sembla haver fet servir material de The Rescue en la seva última òpera, Death in Venice.

### Música de cambra i obres instrumentals
L'estreta amistat de Britten amb Rostropóvitx va inspirar la Sonata per a violoncel (1961) i tres suites per a solo de violoncel (1964-71). Els quartets de corda varen protagonitzar tota la carrera compositiva de Britten, des d'un treball d'estudiant el 1928 fins al seu Tercer Quartet de corda (1975). El Segon Quartet, de 1945, va ser escrit en homenatge a Purcell; Mason el va considerar el treball instrumental més important de Britten fins a aquesta data. Referint-se a aquest treball, Keller escriu la facilitat amb què Britten, relativament primerenc en la seva carrera compositiva, resol «el problema modern de la sonata: l'assoliment de la simetria i la unitat dins d'un cercle ternari basat en més d'un subjecte». Keller compara l'habilitat innovadora del Quartet amb el Concert de viola de Walton. El Tercer Quartet va ser l'últim gran treball de Britten; el crític Colin Anderson ho va dir el 2007: «un dels millors assoliments de Britten, amb al·lusions interessants a Bartók i Xostakóvitx». Les Gemini Variations (1965), per a flauta, violí i duet de piano, es van basar en un tema de Zoltán Kodály i escrit com a peça virtuosa per als germans Jeney de 13 anys, prodigis musicals que Britten havia conegut a Budapest l'any anterior. Per a Osian Ellis, Britten va escriure la Suite per a arpa (1969), que Joan Chissell de The Times va qualificar d'«una petita obra mestra de fantasia concentrada».
Una de les obres de Britten per a instrument solista que ha tingut un rol central en el repertori de l'instrument ha estat el seu Nocturnal after John Dowland per a guitarra (1964). Aquesta obra, també coneguda com a Nocturnal, palesa l'admiració de Britten per la música per a llaüt de l'època isabelina. El tema de Downland, Come, Heavy Sleep, emergeix en forma completa al final de les vuit variacions, cada una de les quals es basa en el mateix estil, sovint transitori o ornamental, constituint una mena de forma inversa de variacions.

### Llegat

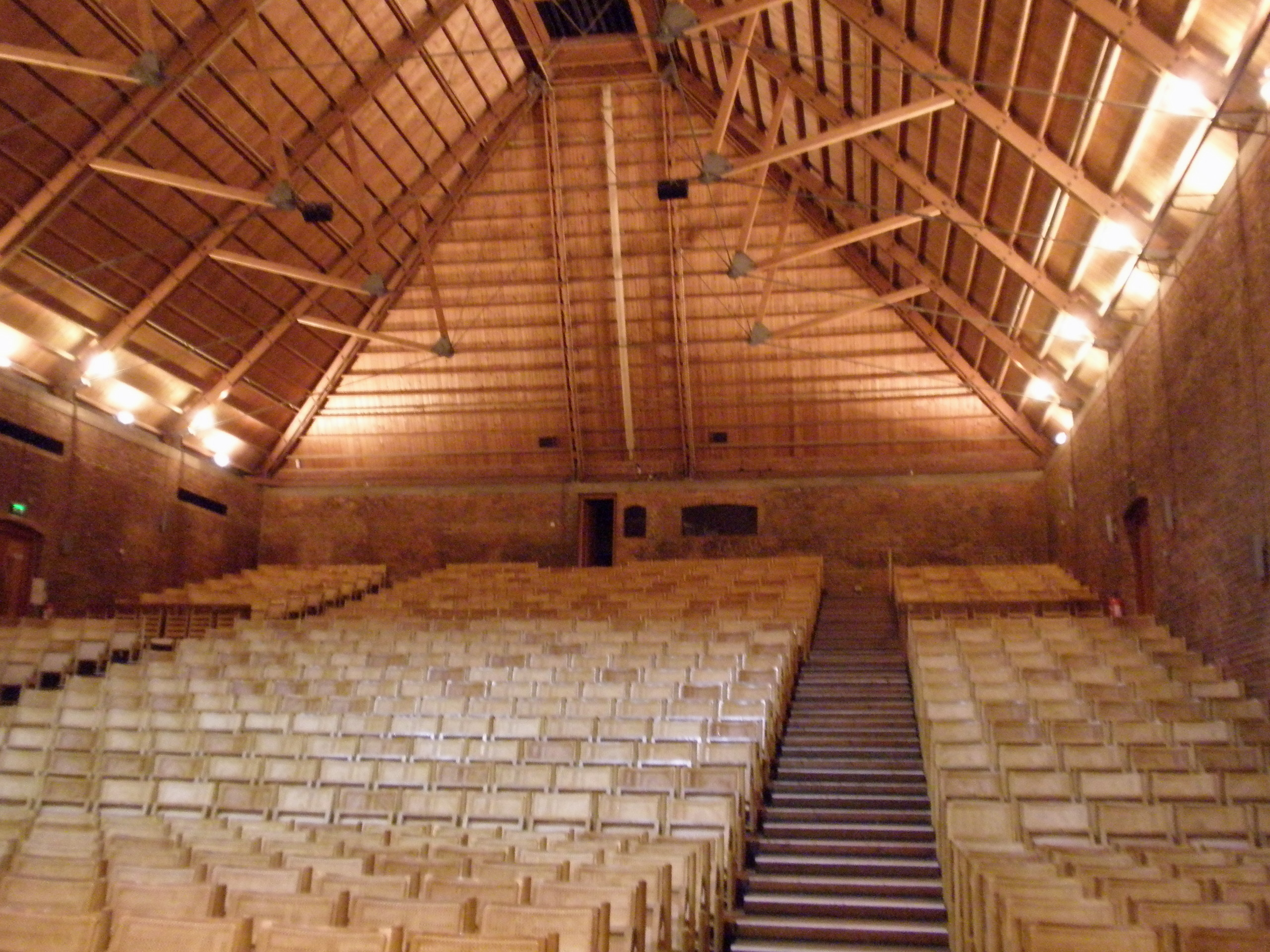
Sala de concerts de Snape Maltings, seu principal del Festival Aldeburgh, fundada per Britten, Pears i Crozier

Els compositors tenien opinions dividides sobre Britten. Per Tippett era «simplement la persona més musical que he conegut, amb un domini tècnic increïble», Alguns contemporanis, però, eren menys efusius. Des del punt de vista de Tippett, Walton i altres estaven convençuts que Britten i Pears eren els líders d'una conspiració homosexual en la música,  una creença que Tippett nega com a ridícula, i creu que estava inspirada en la gelosia pels èxits en la postguerra de Britten. Leonard Bernstein va considerar que Britten «un home en contradicció amb el món», i va dir de la seva música: «Si l'escoltes, no només si l'escoltes per damunt, t'adones d'alguna cosa molt fosca». El tenor Robert Tear, que estava estretament associat amb Britten en l'última part de la carrera del compositor, va fer un apunt similar: «Hi havia un gran abisme enorme en la seva ànima ... Va entrar a la vall de l'ombra de la mort i no en podia sortir».
En la dècada posterior a la mort de Britten, la seva posició com a compositor a la Gran Bretanya va quedar en certa manera eclipsada per la de Tippett, encara viu. El cineasta Tony Palmer va pensar que l'ascensió temporal de Tippett podria haver estat una qüestió de les personalitats contrastants dels dos compositors: Tippett va tenir més calidesa i menys enemics. En tot cas, aquest va ser un fenomen de curta durada; els adeptes de Tippett com el compositor Robert Saxton aviat van redescobrir el seu entusiasme per Britten, l'audiència va augmentar constantment durant els darrers anys del segle xx. Britten ha tingut pocs imitadors; Brett el descriu com «inimitable, posseït d'una veu i un so massa perillosos per imitar». No obstant això, després de la seva mort, Britten va ser elogiat per la generació més jove de compositors anglesos als quals, en paraules d'Oliver Knussen, es va convertir en "una figura de pare". Brett creu que va afectar fins a cert punt a tots els compositors britànics: «És una figura clau en el creixement de la cultura musical britànica en la segona meitat del segle xx, i el seu efecte va ser en tot, des de l'òpera fins a la revitalització de l'educació musical».
Whittall creu que una de les raons de la popularitat constant de Britten és el "conservadorisme progressiu" de la seva música. Generalment, va evitar l'avantguarda i no va trencar les convencions de la manera com ho van fer contemporanis com Tippett. Potser, diu Brett, «l'onada que va esborrar el serialisme, l'atonalitat i la majoria de les formes del modernisme musical i va portar el neoromanticisme, el minimalisme i altres modes d'expressió implicats en la tonalitat va portar amb ella un renovat interès per compositors que havien quedat oblidats amb els temps». Britten va definir la seva missió com a compositor en termes molt simples: els compositors haurien de tenir com a objectiu «agradar al públic actual tan seriosament com puguin».

## Pianista i director d'orquestra
Britten, tot i ser un director poc actiu i un pianista amb por escènica, va ser molt sol·licitat en ambdues capacitats. L'acompanyant de piano Gerald Moore va escriure en les seves memòries que va tocar en els principals festivals de música excepte al d'Aldeburgh, perquè «el geni que el presideix és el millor acompanyant del món i els meus serveis no hi són necessaris». L'associació de recitals de Britten amb Pears va ser la seva col·laboració més coneguda, però també va acompanyar a Kathleen Ferrier, Rostropóvitx, Dietrich Fischer-Dieskau, James Bowman i John Shirley-Quirk, entre d'altres. Encara que sovint massa nerviós per tocar solos de piano, Britten sovint va tocar duets de piano amb Clifford Curzon o Richter, i música de cambra amb el Quartet Amadeus. Els compositors que interpretaven més sovint, a més de les seves obres, van ser Mozart i Schubert; aquest últim, segons Murray Perahia, era l'ídol més gran de Britten. De jove, Britten havia admirat intensament a Brahms, però aquesta admiració va quedar en res, i Brahms poques vegades va aparèixer en el seu repertori.
Els cantants i els músics admiraven la direcció de Britten, i David Webster li va oferir la direcció musical de l'Òpera del Covent Garden el 1952. Britten va declinar; ell no estava segur de la seva habilitat com a director i es mostrava reticent a dedicar-se massa temps a dirigir en lloc de compondre. Com a director d'orquestra, el repertori de Britten incloïa a Purcell, Bach, Haydn, Mozart i Schubert, i ocasionalment també Szenen aus Goethes Faust de Schumann; The Dream of Gerontius i Introduction and Allegro d'Elgar; Egdon Heath de Holst i peces curtes de Percy Grainger.

## Obres
| Op. | Gènere                 | Nom                                          | Composició                                                                        | Notes |
| --- | ---------------------- | -------------------------------------------- | --------------------------------------------------------------------------------- | --- |
| 1   | Orquestral             | Sinfonietta                                  | 1932                                                                              | Per a cinc instruments de vent i cinc de corda (1932), revisada per a orquestra de cambra (1936)                                                                                         |
| 2   | Cambra                 | Phantasy Quartet                             | 1932                                                                              | Per a oboè, violí, viola i violoncel |
| 3   | Coral                  | A Boy was Born                               | 1933                                                                              | Per a cor mixt amb orgue ad libitum. Revisada el 1955 |
| 4   | Orquestral             | Simple Symphony                              | 1934                                                                              | Per a orquestra de corda |
| 5   | Instrumental           | Holiday Diary                                | 1934                                                                              | Suite per a piano |
| 6   | Cambra                 | Suite per a violí i piano                    | 1935                                                                              | Estrenada a Barcelona, dins el XIV Festival de la Societat Internacional per la Música Contemporània (abril de 1936), amb Antoni Brosa i Vives al violí i el mateix compositor al piano. |
| 7   | Coral                  | Friday Afternoons                            | 1935                                                                              | 12 cançons per a veus infantils i piano |
| 8   | Vocal/Coral orquestral | Our Hunting Fathers                          | 1936                                                                              | Per a soprano, tenor i orquestra (text de W. H. Auden) |
| 9   | Orquestral             | Soirées musicales                            | 1936                                                                              | Sobre temes de Gioachino Rossini |
| 10  | Orquestral             | Variations on a Theme of Frank Bridge        | 1937, Festival de Salzburg, amb orquestra de corda dirigida per (Louis Boyd Neel) | Per a orquestra de corda |
| 11  | Vocal                  | On this Island                               | 1937                                                                              | Per a soprano, tenor i piano (text de W. H. Auden) |
| 12  | Orquestral             | Mont Juic                                    | 1937                                                                              | Basat en danses populars catalanes, amb Lennox Berkeley |
| 13  | Concertant             | Concert per a piano                          | 1938                                                                              | Revisat el 1945 |
| 14  | Vocal/Coral orquestral | Ballad of Heroes                             | 1939                                                                              | Per a tenor o soprano, cor i orquestra (textos de W. H. Auden i Randall Swingler |
| 15  | Concertant             | Concert per a violí                          | 1939                                                                              | Revisat el 1958 |
| 16  | Concertant             | Young Apollo                                 | 1939                                                                              | |
| 17  | Òpera                  | Paul Bunyan                                  | 1941                                                                              | Amb llibret de W. H. Auden, revisada el 1976 |
| 18  | Vocal/Coral orquestral | Les Illuminations                            | 1939                                                                              | Per a soprano o tenor i orquestra de corda, amb textos de Arthur Rimbaud |
| 19  | Orquestral             | Canadian Carnival                            | 1939                                                                              | Obertura |
| 20  | Orquestral             | Sinfonia da Requiem                          | 1940                                                                              | |
| 21  | Concertant             | Diversions for Piano Left Hand and Orchestra | 1940                                                                              | Revisada el 1954 |
| 22  | Vocal                  | Seven Sonnets of Michelangelo                | 1940                                                                              | Per a tenor i piano |
| 23  | Instrumental           | núm. 1 Introduction and Rondo alla burlesca  | 1940                                                                              | Per a dos pianos |
| 23  | Instrumental           | núm. 2 Mazurka elegiaca                      | 1941                                                                              | Per a dos pianos |
| 24  | Orquestral             | Matinées musicales                           | 1941                                                                              | Sobre temes de Gioachino Rossini |
| 25  | Cambra                 | Quartet de corda núm. 1                      | 1941                                                                              | |
| 26  | Concertant             | Scottish Ballad                              | 1941                                                                              | Per a dos pianos i orquestra |
| 27  | Orquestral             | An American Overture                         | 1941                                                                              | Estrenada el 1983 |
| 27  | Coral                  | Hymn to St Cecilia                           | 1942                                                                              | Per a SSATB |
| 28  | Coral                  | A Ceremony of Carols                         | 1942                                                                              | Per a veus blanques i arpa |
| 29  | Cambra                 | Preludi i fuga                               | 1943                                                                              | Per a 18 instruments de corda |
| 30  | Coral                  | Rejoice in the Lamb                          | 1943                                                                              | Per a solistes, cor i orgue |
| 31  | Vocal                  | Serenata                                     | 1943                                                                              | Per a tenor, trompa i corda, cicle de cançons |
| 32  | Coral                  | Festival Te Deum                             | 1945                                                                              | Per a cor i orgue |
| 33  | Òpera                  | Peter Grimes                                 | 1945                                                                              | Per a cor i orgue |
| 33a | Orquestral             | Quatre interludis marins de Peter Grimes     | 1945                                                                              | |
| 33b | Orquestral             | Passacaglia de Peter Grimes                  | 1945                                                                              | |
| 34  | Orquestral             | The Young Person's Guide to the Orchestra    | 1946                                                                              | Variacions i fuga sobre un tema de Henry Purcell |
| 35  | Vocal                  | The Holy Sonnets of John Donne               | 1945                                                                              | Per a soprano, tenor i piano |
| 36  | Cambra                 | Quartet de corda núm. 2                      | 1945                                                                              | |
| 37  | Òpera                  | The Rape of Lucretia                         | 1946                                                                              | Llibret de Ronald Duncan sobre textos d'André Obey. Revisada el 1947 |
| 38  | Orquestral             | Occasional Overture                          | 1946                                                                              | |
| 39  | Òpera                  | Albert Herring                               | 1947                                                                              | Llibret d'Eric Crozier sobre textos de Guy de Maupassant |
| 40  | Vocal                  | My beloved is mine                           | 1947                                                                              | Canticle I. Per a soprano o tenor i piano (text de Francis Quarles) |
| 41  | Vocal                  | A Charm of Lullabies                         | 1947                                                                              | Per a mezzosoprano i piano |
| 42  | Coral                  | Sant Nicolau (cantata)                       | 1948                                                                              | Per a solistes, cor, corda, piano (4 mans), percussió i orgue |
| 43  | Òpera                  | The Beggar's Opera                           | 1948                                                                              | (L'òpera del captaire) sobre temes de John Gay |
| 44  | Orquestral             | Spring Symphony                              | 1949                                                                              | (Simfonia de primavera) per a solistes, cor mixt, cor infantil i orquestra |
| 45  | Òpera                  | The Little Sweep                             | 1949                                                                              | (El petit escura-xemeneies), llibret d'Eric Crozier |
| 46  | Coral                  | Amo Ergo Sum                                 | 1949                                                                              | Himne nupcial per a soprano, tenor, cor i orgue (lletra de Ronald Duncan) |
| 47  | Coral                  | Five Flower Songs                            | 1950                                                                              | Per a quartet vocal |
| 48  | Cambra                 | Lachrymae                                    | 1959                                                                              | Per a viola i piano |
| 48a | Cambra                 | Lachrymae                                    | 1976                                                                              | per a viola i corda |
| 49  | Instrumental           | Les sis metamorfosis d'Ovidi                 | 1951                                                                              | per a oboè |
| 50  | Òpera                  | Billy Budd                                   | 1951                                                                              | Llibret d'E. M. Forster i Eric Crozier sobre textos de Hermann Melville, revisada el 1960                                                                                                |
| 51  | Vocal                  | Abraham i Isaac                              | 1952                                                                              | Per a contralt, tenor i piano |
| 52  | Vocal                  | Winter Words                                 | 1953                                                                              | Cicle de cançons per a soprano o tenor i piano (textos de Thomas Hardy) |
| 53  | Òpera                  | Gloriana                                     | 1953                                                                              | Llibret de William Plomer sobre textos de Lytton Strachey |
| 53a | Orquestral             | Suite simfònica de Gloriana                  | 1954                                                                              | Per a tenor, oboè i orquestra |
| 54  | Òpera                  | The Turn of the Screw                        | 1954                                                                              | Llibret de Myfanwy Piper sobre un conte de Henry James |

- OP. 55, Still Falls the Rain" (Tranquil·la cau la pluja) (Càntic III) per a tenor, corn i piano (textos d'Edith Sitwell), 1954
- OP. 56,
- OP. 56a, Himne a Sant Pere per a flauta dolça, quartet vocal i orgue, 1955
- OP. 56b, Antífona per a quartet de flautes i orgue, 1955
- OP. 57, El príncep de les pagodes, ballet, 1956
  - OP. 57a, Pas de six de El príncep de les pagodes
- OP. 58, Cançons dels xinesos per a soprano o tenor i guitarra, 1957
- OP. 59, Noye's Fludde, òpera, 1957
- OP. 60, Nocturn, per a tenor, 7 instruments obligats i orquestra de corda, suite de cançons, 1958
- OP. 61, Sechs Hölderlin-fragmente, 1958
- OP. 62, Cantata academica, 1959
- OP. 63, Missa brevis per a veus juvenils i orgue, 1959
- OP. 64, El somni d'una nit d'estiu, òpera (llibret Benjamin Britten i Peter Pears sobre la comèdia homònima de William Shakespeare), 1960
- OP. 65, Sonata per a violoncel i piano, 1961
- OP. 66, War Requiem (Rèquiem de guerra), 1961
- OP. 67, Salm CL per a cor de xiquets i orgue, 1962
- OP. 68, Simfonia per a violoncel, 1963
- OP. 69, Cantata misericordium, 1963
- OP. 70, Nocturn sobre John Dowland per a guitarra, 1963
- OP. 71, Curlew River, paràbola eclesiàstica (llibret William Plomer sobre Noè), 1964
- OP. 72, Suite per a violoncel núm. 1, 1964
- OP. 73, Variacions Gèminis per a flauta, violí i piano a quatre mans, 1965
- OP. 74, Songs and Proverbs of William Blake per a baríton i piano, 1965
- OP. 75, Veus d'avui per a cor juvenil, cor i orgue ad libitium, 1965
- OP. 76, Ressò del poeta per a soprano o tenor i piano (textos d'Aleksandr Puixkin), 1965
- OP. 77, El forn de les feres, paràbola (llibret William Plomer sobre el Llibre de Daniel), 1966
- OP. 78, Vanitat daurada per a veus juvenils i piano (textos deColin Graham), 1966
- OP. 79, The Building of the House per a cor, orgue o metalls i orquestra, 1967
- OP. 80, Suite per a violoncel núm. 2, 1967
- OP. 81, El fill pròdig, paràbola (llibret William Plomer), 1968
- OP. 82, Croada infantil (textos de Bertold Brecht i Hans Keller), 1968
- OP. 83, Suite per a arpa, 1969
- OP. 84, Qui són aquests infants? per a tenor i piano (textos de William Soutar), 1969
- OP. 85, Owen Wingrave, òpera (llibret Myfanwy Piper sobre textos de Henry James), 1970
- OP. 86, The Journey of the Magi (La jornada dels mags) (Càntic IV) per a contratenor, tenor, baríton i piano (textos de T. S. Eliot), 1971
- OP. 87, Suite per a violoncel núm. 3, 1972
- OP. 88, Mort a Venècia, òpera (llibret Myfanwy Piper sobre textos de Thomas Mann), 1973
- OP. 89, La mort de Narcís (Càntic V) per a tenor i arpa (textos de T. S. Eliot), 1974
- OP. 90, Suite de temes populars anglesos "A Time There Was" per a orquestra de cambra, 1974
- OP. 91, Sacred and Profane (Sagrat i profà) per a cinc veus, 1975
- OP. 92, L'aniversari de Hansel veu aguda i arpa (textos de Robert Burns), 1975
- OP. 93, Phaedra, cantata (textos de Robert Lowell basats en una obra de Jean Racine), 1975
- OP. 94, Quartet de corda núm. 3, 1975
- OP. 95, Welcome Ode per a veus joves i orquestra, 1976